# 애아숩현
애아숩현(베트남어: Huyện Ea Súp / 縣亞蘇)은 베트남 중부 고원 지방 닥락성의 현이다.

## 행정 구역
애아숩현은 1시진, 9사를 관할하고 있다.

### 시진
- 애아숩 시진 (Thị trấn Ea Súp, 亞蘇市鎭)

### 사
- 끄끄방 사 (Xã Cư Kbang)
- 끄믈란 사 (Xã Cư Mlan)
- 애아붕 사 (Xã Ea Bung, 亞崩社)
- 애아레 사 (Xã Ea Lê, 亞勒社)
- 애아록 사 (Xã Ea Rốk, 亞諾社)
- 라즐러이 사 (Xã Ia Jlơi, 亞利社)
- 랄럽 사 (Xã Ia Lốp, 亞羅社)
- 라르베 사 (Xã Ia Rvê, 亞若社)
- 야떠못 사 (Xã Ya Tờ Mốt, 亞得摩社)